# Jamie Hendry
Pour les articles homonymes, voir Hendry.
Jamie Hendry (né le 24 juillet 1985) est un directeur de théâtre britannique et producteur du West End. 

## Éducation
Hendry a fréquenté la St Paul's School avant d'obtenir son diplôme de l'Université de Warwick en 2006. 

## Carrière
Hendry a créé Jamie Hendry Productions en 2008 après avoir travaillé comme assistant producteur dans le West End et à Broadway. Les succès qu'il a produits incluent l'Olivier lauréat du prix Legally Blonde: The Musical, Let It Be et La Cage aux folles (2008 West End revival).
En 2010, il a été nommé pour The Independent et The Hospital Club parmi les 100 personnes les plus influentes des industries créatives.
En 2011, Hendry a annoncé qu'il développait une adaptation musicale de The Wind in the Willows avec un livret de Julian Fellowes et des musiques et des paroles de George Stiles & Anthony Drewe et en février 2014 a annoncé que la production avait rapporté 1 million de livres via Internet financement participatif sur le site Internet investinwillows.com  . Il s'agit de l'augmentation de financement participatif la plus ambitieuse du London Theatre à ce jour. La production a ensuite ouvert au London Palladium en 2017 et a également été projetée dans des cinémas à travers le Royaume-Uni. 
En 2014 et à nouveau en 2017, Hendry a été classé parmi les 100 meilleurs courtiers en pouvoir influents de l'industrie britannique du théâtre. 
En 2019, Hendry a lancé la New English Shakespeare Company, une société de tournée internationale, avec une production de Much Ado About Nothing à l'Opéra de Dubaï en septembre 2019. 
Hendry est membre de la Society of London Theatre. 

## Crédits de théâtre
| Année | Production                                                                 | Théâtre                                   |
| ----- | -------------------------------------------------------------------------- | ----------------------------------------- |
| 2019  | Beaucoup de bruit pour rien de William Shakespeare                         | Opéra de Dubaï, Dubaï                     |
| 2018  | Impossible                                                                 | The Big Dome, Manille                     |
| 2017  | The Wind in the Willows de Julian Fellowes, George Stiles et Anthony Drewe | London Palladium                          |
| 2017  | Impossible                                                                 | Kallang Theatre, Singapour                |
| 2016  | The Wind in the Willows de Julian Fellowes, George Stiles et Anthony Drewe | Théâtre Royal, Plymouth                   |
| 2016  | Noël Coward Theatre, Opéra de Dubaï, Dubaï, Forum de Beyrouth, Beyrouth    |                                           |
| 2016  | Stanley Clarke et Hiromi Duo                                               | London Palladium                          |
| 2015  | Impossible                                                                 | Noël Coward Theatre                       |
| 2015  | Let It Be                                                                  | Théâtre Garrick                           |
| 2015  | 40e anniversaire du Rocky Horror Picture Show                              | Royal Albert Hall                         |
| 2014  | Neville's Island de Tim Firth                                              | Duke of Yorks Theatre                     |
| 2014  | Let It Be                                                                  | Théâtre Garrick et tournée au Royaume-Uni |
| 2013  | Let It Be                                                                  | Théâtre Savoy                             |
| 2012  | Let It Be                                                                  | Théâtre Prince de Galles                  |
| 2012  | Soho Cinders                                                               | Soho Theatre                              |
| 2011  | Legally Blonde: The Musical                                                | Tournée au Royaume-Uni                    |
| 2010  | Legally Blonde: The Musical                                                | Savoy Theatre                             |
| 2010  | Birdsong                                                                   | Comedy Theatre                            |
| 2010  | Onassis de Martin Sherman                                                  | Novello Theatre                           |
| 2009  | L'éveil du printemps                                                       | Novello Theatre                           |
| 2009  | Little Shop of Horrors                                                     | Tournée au Royaume-Uni                    |
| 2009  | The Last Five Years de Jason Robert Brown                                  | Duchess Theatre                           |
| 2009  | Tick, Tick... Boom! de Jonathan Larson                                     | Duchess Theatre                           |
| 2008  | La Cage aux Folles (reprise du West End en 2008)                           | Playhouse Theatre                         |
| 2008  | No Man's Land de Harold Pinter                                             | Duke of York's Theatre                    |
| 2008  | Under the Blue Sky de David Eldridge                                       | Duke of York's Theatre                    |
| 2008  | That Face de Polly Stenham                                                 | Duke of York's Theatre                    |
| 2007  | The Last Five Years de Jason Robert Brown                                  | Apollo Theatre                            |

## Crédits de film
| Année | Titre                   | Remarques  |
| ----- | ----------------------- | ---------- |
| 2018  | The Wind in the Willows | Producteur |

## Récompenses
- Prix Laurence Olivier

Meilleur renouveau musical de 2009 La Cage aux folles (renouveau de Londres 2008)
Meilleure nouvelle comédie musicale 2010 - L'éveil du printemps
Meilleure nouvelle comédie musicale 2011 - Légalement blonde: la comédie musicale
- Outer Critics Circle Award

2008 Prix Peter Hepple du meilleur musical - La Cage aux Folles (2008 London revival)
2009 Prix Peter Hepple de la meilleure comédie musicale - Spring Awakening
- Whatsonstage Theatregoer's Choice Awards

2009 Les meilleurs livres de Nick Hern - Under the Blue Sky
2011 Meilleure nouvelle comédie musicale - Legally Blonde: The Musical